# ژانگ ژهوی
ژانگ ژهوی (انگلیسی: Zhang Zhehui؛ زادهٔ ۱۷ ژانویهٔ ۱۹۸۸)  جودوکار زن اهل چین است. وی در بازی‌های المپیک تابستانی ۲۰۱۶ شرکت کرده‌است.